# Canidia
Canidia es un género de escarabajos longicornios de la tribu Acanthocinini.

## Especies
- Canidia canescens (Dillon, 1955)
- Canidia chemsaki Wappes & Lingafelter, 2005
- Canidia cincticornis Thomson, 1857
- Canidia giesberti Wappes & Lingafelter, 2005
- Canidia mexicana Thomson, 1860
- Canidia ochreostictica (Dillon, 1956)
- Canidia spinicornis (Bates, 1881)
- Canidia turnbowi Wappes & Lingafelter, 2005